# Duck Rock
Duck Rock ist eine unbewohnte, felsige Insel im Indischen Ozean, 200 Meter nordöstlich vor Rottnest Island gelegen und 19,5 Kilometer von Fremantle entfernt. Green Island liegt im australischen Bundesstaat Western Australia vor dem Strand Pinky Beach. Die Insel ist 90 Meter lang und 20 Meter breit.